# Sibusiso Zuma
Sibusiso Zuma (Durban, 1975. június 23. –) Dél-afrikai válogatott labdarúgó.
A Dél-afrikai Köztársaság válogatott tagjaként részt vett a 2002-es világbajnokságon, a 2002-es, a 2004-es, a 2006-os és a 2008-as afrikai nemzetek kupáján.

## Sikerei, díjai
FC København
- Dán bajnok (3): 2000–01, 2002–03, 2003–04
- Dán kupagyőztes (1): 2003–04

Nordsjælland
- Dán kupagyőztes (1): 2009–10